# Života Panić
Života Panić (Gornja Crnišava, 3. studenoga 1933. – Beograd, 19. studenoga 2003.), general pukovnik Jugoslavenske narodne armije i zadnji načelnik Generalštaba Jugoslavenske narodne armije.

## Životopis
General pukovnik Života Panić je rođen 3. studenoga 1933. u selu Gornja Crnišava kod Trstenika, Srbija. 1. kolovoza 1952. godine završio je Školu za aktivne tenkovske oficire „Petar Drapšin“. Kasnije je pohađao i završio "Višu vojnu akademiju Kopnena vojska", "Ratnu školu" i "Školu općenarodne obrane". U čin general bojnika je unaprijeđen 1981., a u čin general pukovnika 1987. godine. Tijekom Domovinskog rata, u studenome 1991. godine, zapovjedao je zadnjim napadom na Vukovar. Nakon prisilnog umirovljenja generala Blagoja Adžića 1992. godine, general Panić je postavljen na dužnost načelnika Generalštaba Oružanih snaga SFR Jugoslavije. Na toj dužnosti je ostao od 27. veljače do 20. svibnja 1992. godine. Od sredine 1992. do ljeta 1993. godine obnašao je dužnost načelnik Generalštaba Vojske Jugoslavije. S te dužnosti je smijenjen 26. kolovoza 1993., kada ga je naslijedio general Momčilo Perišić. 2003. godine Županijsko državno odvjetništvo u Vukovaru je podiglo optužnicu protiv generala Panića zbog kaznenih djela protiv čovječnosti i međunarodnog prava, počinjenih u vrijeme srpske agresije i okupacije Vukovara. General Panić je često bio spominjan tijekom suđenja bivšem srpskom i jugoslavenskom predsjedniku Slobodanu Miloševiću na Međunarodnom sudu za ratne zločine počinjene na području bivše Jugoslavije u Haagu, ali protiv njega nikada nije podignuta haška optužnica. Na suđenju Miloševiću prikazana je snimka kako general Panić prima čestitke za "uspješnu" operaciju u Vukovaru. 2002. godine obitelji 19 muslimana, ubijenih 1993. nakon otmice iz vlaka koji je vozio iz Beograda na crnogorsku obalu, tužilo je 14 vodećih državnih i vojnih čelnika Srbije iz toga vremena, a među njima i generala Panića. General Panić je preminuo 19. studenoga 2003. u Beogradu.
Citati o ratovima u bivšoj Jugoslaviji: